# Svéd férfi kézilabda-bajnokság (első osztály)
A Handbollsligan a legmagasabb osztályú svéd férfi kézilabda-bajnokság. A bajnokságot 1932 óta rendezik meg. Jelenleg tizennégy csapat játszik a bajnokságban, a legeredményesebb klub a Redbergslids IK Göteborg, a címvédő az Ystads IF.

## Kispályás bajnokságok
| Év   | 1. hely                                           | 2. hely                                           | 3. hely                                           |
| ---- | ------------------------------------------------- | ------------------------------------------------- | ------------------------------------------------- |
| 1932 | Flottans IF Karlskrona                            | Flottans IF Stockholm                             | Artilleriregemente 2 Göteborg és Sollefteå GIF    |
| 1933 | Redbergslids IK Göteborg                          | Flottans IF Stockholm                             | Flottans IF Karlskrona és Sollefteå GIF           |
| 1934 | Redbergslids IK Göteborg                          | Sollefteå GIF                                     | Flottans IF Karlskrona és IFK Örebro              |
| 1935 | Majornas IK Göteborg                              | Flottans IF Stockholm                             | Flottans IF Karlskrona és IF Castor Östersund     |
| 1936 | SoIK Hellas Stockholm                             | Flottans IF Karlskrona                            | Sollefteå GIF és IFK Karlsborg                    |
| 1937 | SoIK Hellas Stockholm                             | Redbergslids IK Göteborg                          | Sollefteå GIF és Flottans IF Karlskrona           |
| 1938 | Västerås IK                                       | Djurgårdens IF                                    | Flottans IF Karlskrona és IFK Östersund           |
| 1939 | Upsala Studenters IF                              | Redbergslids IK Göteborg                          | Umeå IK és IF Guif Eskilstuna                     |
| 1940 | Majornas IK Göteborg                              | IFK Karlskrona                                    | Upsala IF és Norrköpings AIS                      |
| 1941 | IFK Kristianstad                                  | IFK Uppsala                                       | Västerås IK és Redbergslids IK Göteborg           |
| 1942 | Majornas IK Göteborg                              | Flottans IF Stockholm                             | IFK Karlskrona és IFK Umeå                        |
| 1943 | Majornas IK Göteborg                              | Västerås HF                                       | IFK Lidingö és Ystads IF                          |
| 1944 | Majornas IK Göteborg                              | IFK Karlskrona                                    | Västerås HF és IK Göta Stockholm                  |
| 1945 | Majornas IK Göteborg                              | IFK Karlskrona                                    | SoIK Hellas Stockholm és F 11 IF Nyköping         |
| 1946 | Majornas IK Göteborg                              | Upsala IF                                         | IFK Kristianstad és Umeå IK                       |
| 1947 | Redbergslids IK Göteborg                          | IK Heim Göteborg                                  | SoIK Hellas Stockholm                             |
| 1948 | IFK Kristianstad                                  | Redbergslids IK Göteborg                          | Västerås IK                                       |
| 1949 | IFK Lidingö                                       | SoIK Hellas Stockholm                             | Majornas IK Göteborg                              |
| 1950 | IK Heim Göteborg                                  | Örebro SK                                         | SoIK Hellas Stockholm                             |
| 1951 | AIK Solna                                         | IFK Kristianstad                                  | Västerås IK és Örebro SK                          |
| 1952 | IFK Kristianstad                                  | AIK Solna                                         | Näsby IF és SoIK Hellas Stockholm                 |
| 1953 | IFK Kristianstad                                  | Redbergslids IK Göteborg                          | Örebro SK                                         |
| 1954 | Redbergslids IK Göteborg                          | IFK Kristianstad                                  | Örebro SK                                         |
| 1955 | IK Heim Göteborg                                  | IFK Kristianstad                                  | Örebro SK                                         |
| 1956 | Örebro SK                                         | IFK Karlskrona                                    | Ystads IF                                         |
| 1957 | Örebro SK                                         | IFK Malmö                                         | IK Heim Göteborg                                  |
| 1958 | Redbergslids IK Göteborg                          | Örebro SK                                         | IK Heim Göteborg                                  |
| 1959 | IK Heim Göteborg                                  | Redbergslids IK Göteborg                          | IFK Malmö                                         |
| 1960 | IK Heim Göteborg                                  | Lugi HF Lund                                      | H43 Lund                                          |
| 1961 | Vikingarnas IF Helsingborg                        | IK Heim Göteborg                                  | Lugi HF Lund                                      |
| 1962 | IK Heim Göteborg                                  | Vikingarnas IF Helsingborg                        | Lugi HF Lund                                      |
| 1963 | Redbergslids IK Göteborg                          | IF Hallby Jönköping                               | IK Heim Göteborg                                  |
| 1964 | Redbergslids IK Göteborg                          | Vikingarnas IF Helsingborg                        | IF Hallby Jönköping                               |
| 1965 | Redbergslids IK Göteborg                          | KFUM Borås                                        | IF Saab Linköping                                 |
| 1966 | IS Göta Helsingborg                               | H43 Lund                                          | Vikingarnas IF Helsingborg                        |
| 1967 | Vikingarnas IF Helsingborg                        | SoIK Hellas Stockholm                             | IS Göta Helsingborg                               |
| 1968 | IF Saab Linköping                                 | SoIK Hellas Stockholm                             | Redbergslids IK Göteborg                          |
| 1969 | SoIK Hellas Stockholm                             | HK Drott Halmstad                                 | Redbergslids IK Göteborg                          |
| 1970 | SoIK Hellas Stockholm                             | HK Drott Halmstad                                 | Redbergslids IK Göteborg                          |
| 1971 | SoIK Hellas Stockholm                             | Västra Frölunda IF                                | IF Saab Linköping                                 |
| 1972 | SoIK Hellas Stockholm                             | HK Drott Halmstad                                 | IF Saab Linköping                                 |
| 1973 | IF Saab Linköping                                 | SoIK Hellas Stockholm                             | HK Drott Halmstad                                 |
| 1974 | IF Saab Linköping                                 | SoIK Hellas Stockholm                             | IFK Malmö                                         |
| 1975 | HK Drott Halmstad                                 | IFK Kristianstad                                  | Västra Frölunda IF                                |
| 1976 | Ystads IF                                         | IK Heim Göteborg                                  | IFK Malmö                                         |
| 1977 | SoIK Hellas Stockholm                             | Västra Frölunda IF                                | Lugi HF Lund                                      |
| 1978 | HK Drott Halmstad                                 | Lugi HF Lund                                      | Ystads IF                                         |
| 1979 | HK Drott Halmstad                                 | Ystads IF                                         | IK Heim Göteborg                                  |
| 1980 | Lugi HF Lund                                      | HK Drott Halmstad                                 | Ystads IF                                         |
| 1981 | Vikingarnas IF Helsingborg                        | Ystads IF                                         | HP Warta Göteborg                                 |
| 1982 | IK Heim Göteborg                                  | HK Drott Halmstad                                 | Ystads IF                                         |
| 1983 | IK Heim Göteborg                                  | Västra Frölunda IF                                | Ystads IF                                         |
| 1984 | HK Drott Halmstad                                 | Lugi HF Lund                                      | Ystads IF                                         |
| 1985 | Redbergslids IK Göteborg                          | HK Drott Halmstad                                 | Lugi HF Lund                                      |
| 1986 | Redbergslids IK Göteborg                          | HP Warta Göteborg                                 | HK Drott Halmstad                                 |
| 1987 | Redbergslids IK Göteborg                          | HK Drott Halmstad                                 | Ystads IF                                         |
| 1988 | HK Drott Halmstad                                 | Redbergslids IK Göteborg                          | Ystads IF                                         |
| 1989 | Redbergslids IK Göteborg                          | HK Drott Halmstad                                 | IK Sävehof Göteborg                               |
| 1990 | HK Drott Halmstad                                 | IF Saab Linköping                                 | Redbergslids IK Göteborg                          |
| 1991 | HK Drott Halmstad                                 | Irsta HF Västerås                                 | Ystads IF                                         |
| 1992 | Ystads IF                                         | HK Drott Halmstad                                 | IFK Skövde                                        |
| 1993 | Redbergslids IK Göteborg                          | IK Sävehof Göteborg                               | Ystads IF                                         |
| 1994 | HK Drott Halmstad                                 | IK Sävehof Göteborg                               | Redbergslids IK Göteborg                          |
| 1995 | Redbergslids IK Göteborg                          | HK Drott Halmstad                                 | IFK Skövde                                        |
| 1996 | Redbergslids IK Göteborg                          | Lugi HF Lund                                      | IK Sävehof Göteborg                               |
| 1997 | Redbergslids IK Göteborg                          | IF Guif Eskilstuna                                | HK Drott Halmstad                                 |
| 1998 | Redbergslids IK Göteborg                          | HK Drott Halmstad                                 | Lugi HF Lund                                      |
| 1999 | HK Drott Halmstad                                 | Redbergslids IK Göteborg                          | IFK Skövde                                        |
| 2000 | Redbergslids IK Göteborg                          | HK Drott Halmstad                                 | IFK Skövde                                        |
| 2001 | Redbergslids IK Göteborg                          | IF Guif Eskilstuna                                | HK Drott Halmstad                                 |
| 2002 | HK Drott Halmstad                                 | Redbergslids IK Göteborg                          | IK Sävehof Göteborg                               |
| 2003 | Redbergslids IK Göteborg                          | HK Drott Halmstad                                 | IK Sävehof Göteborg                               |
| 2004 | IK Sävehof Göteborg                               | Redbergslids IK Göteborg                          | IFK Skövde                                        |
| 2005 | IK Sävehof Göteborg                               | IFK Skövde                                        | Hammarby IF                                       |
| 2006 | Hammarby IF                                       | IK Sävehof Göteborg                               | Lugi HF Lund                                      |
| 2007 | Hammarby IF                                       | IFK Skövde                                        | IK Sävehof Göteborg                               |
| 2008 | Hammarby IF                                       | IK Sävehof Göteborg                               | Ystads IF                                         |
| 2009 | Alingsås HK                                       | IF Guif Eskilstuna                                | IK Sävehof Göteborg                               |
| 2010 | IK Sävehof Göteborg                               | HK Drott Halmstad                                 | IF Guif Eskilstuna                                |
| 2011 | IK Sävehof Göteborg                               | IF Guif Eskilstuna                                | Alingsås HK                                       |
| 2012 | IK Sävehof Göteborg                               | IFK Kristianstad                                  | IF Guif Eskilstuna                                |
| 2013 | HK Drott Halmstad                                 | IFK Kristianstad                                  | Lugi HF Lund                                      |
| 2014 | Alingsås HK                                       | Lugi HF Lund                                      | IF Guif Eskilstuna                                |
| 2015 | IFK Kristianstad                                  | Alingsås HK                                       | IF Guif Eskilstuna                                |
| 2016 | IFK Kristianstad                                  | Alingsås HK                                       | Ystads IF                                         |
| 2017 | IFK Kristianstad                                  | Alingsås HK                                       | IK Sävehof Göteborg                               |
| 2018 | IFK Kristianstad                                  | HK Malmö                                          | Alingsås HK                                       |
| 2019 | IK Sävehof Göteborg                               | Alingsås HK                                       | IFK Kristianstad                                  |
| 2020 | A koronavírus-járvány miatt nem avattak bajnokot. | A koronavírus-járvány miatt nem avattak bajnokot. | A koronavírus-járvány miatt nem avattak bajnokot. |
| 2021 | IK Sävehof Göteborg                               | IFK Skövde                                        | IFK Kristianstad                                  |
| 2022 | Ystads IF                                         | IFK Skövde                                        | IK Sävehof Göteborg                               |
| 2023 | IFK Kristianstad                                  | IK Sävehof Göteborg                               | Ystads IF                                         |
| 2024 | IK Sävehof Göteborg                               | Ystads IF                                         | IFK Kristianstad                                  |
| 2025 | Ystads IF                                         | Hammarby IF                                       | IK Sävehof Göteborg                               |

## Lásd még
- Svéd női kézilabda-bajnokság (első osztály)